# کدیفیکاسیون
کدیفیکاسیون (به فرانسوی: Codification) در حقوق، اصطلاحی است که فرایند طبقه‌بندی و تدوین قانون یک حوزه قضایی در حوزه‌های معینی و همین‌طور نتیجه و محصول این اقدامات را توضیح می‌دهد. این اصطلاح بیشتر در اشاره به گردآوری متون حقوقی و نظم و ترتیب بخشیدن به قواعد مرتبط با یک موضوع مشخص و قرار دادن آن در دل یک مجموعه مدون به کار می‌رود، که این مجموعه در اصطلاح کد (قانون جامع یا قانون‌نامه) نامیده می‌شود.

## نام
اصطلاح کدیفیکاسیون از عبارت لاتین (Codicem Farcere) به معنی تدوین کد گرفته شده و در فارسی به معادل‌های متفاوتی چون گردآوری قوانین، تنقیح قوانین و مقررات، جمع‌آوری و طبقه‌بندی قوانین، تدوین قوانین جامع و … ترجمه شده‌است. البته این اصطلاح در حقوق رومی ژرمنی تحولات گوناگونی را پشت سر گذاشته و در زمان‌های گوناگون متبادرکننده مفاهیم متفاوتی بوده‌است، وضعیتی که در مورد اصطلاح کد نیز به نحو خفیف‌تری وجود دارد.

## تاریخچه
کاربرد کدیفیکاسیون در معنای امروزین آن به جرمی بنتام حقوقدان انگلیسی بازمی‌گردد که در سال ۱۸۱۵ ضمن ارائه طرح «ایجاد بدنهٔ کامل قانوگذاری» از آن استفاده کرد. البته اصطلاح کد از اواخر قرن سوم میلادی در ادبیات حقوقی اروپا برای توصیف محصول گردآوری حقوق موجود (به فرانسوی: Droit existant) یعنی مجموعه قوانینی که معمولاً به شکل یک کتاب عرضه می‌شدند، به‌کار می‌رفت.
شاید نخستین نمونه این پدیده را بتوان چهار هزار سال پیش در امپراتوری اموریان حاکم بر میان رودان یافت؛ قانون حمورابی که مجموعه‌ای از فرامین لازم‌الاجرا بود و به دستور حمورابی بر روی سنگی حک شده و در گذرگاه اصلی آمد و شد مردم در شهر بابل قرار داده شده بود.
در امپراتوری روم کدهای گریگورین و هژمونین که در ۴۳۸ میلادی به دستور تئودوز دوم تهیه شدند، تلاش‌های ابتدایی این امپراتوری برای حل مشکل ابهام و پیچیدگی حقوق به واسطه تعارض مقررات و در نتیجه عدم امنیت حقوقی بودند. این قانون جامع تأسیسات حقوقی پراکنده را از کتاب‌ها و عناوین مختلف برداشته و آن‌ها را بر اساس یک پلان روش‌مند طبقه‌بندی می‌داد.